# 부바르와 페퀴셰
부바르와 페퀴셰(프랑스어: Bouvard et Pécuchet)는 귀스타브 플로베르의 미완결 소설 작품으로, 1880년 그의 사망 이후 1881년 출간되었다. 플로베르는 이 소설에 ‘인간의 어리석음에 관한 백과사전’이라는 부제를 붙였다. 농사가 실패한 원인을 찾다가 책에서 자신들의 문제점을 알고, 그때부터 책을 통해 세상을 배우는 부바르와 페퀴셰의 이야기에 당대의 수많은 사상과 학문이 섞임으로써 이야기가 사라지고 대신 책들이 등장하게 된다. 이 특이한 소설 쓰기 방식에 이론들이 적용되기 어려운 현실을 문제 삼는 것은 아닌지 생각해 볼 수 있다. 또한 19세기 정치, 사회, 경제의 주역인 부르주아 세계를 묘사함으로써 개인의 이익을 우선하는 부르주아의 모습에 대해 고수하는 작가의 냉정하고 솔직한 시선을 엿볼 수 있다.

## 평가
플로베르는 일생을 작가로 살았지만 작품이 그리 많지는 않다. 자신의 생각과 정확하게 일치하는 표현을 찾느라고 끊임없이 문장을 고치고 다듬고 다시 쓰면서 언어를 조탁했기 때문이다. 표현에 완벽성을 부여하기 위해 치열하게 언어를 탐구한 결과, 한 편의 소설을 쓰는 데 오륙 년의 오랜 시간이 필요했다. 플로베르는 장인으로서의 작가라는 새로운 작가상을 제시했을 뿐만 아니라, 소설을 언어의 문제로 간주하여 주제보다 문체를 중시하고, 완전한 형식을 통해 절대적인 미를 추구했다. ≪부바르와 페퀴셰≫는 작가가 1872년부터 준비에 들어갔지만, 글쓰기가 너무 고통스러워 집필을 중단했다가 재개하였으나 죽음으로 인해 끝내지 못한 마지막 소설이다. 부바르와 페퀴셰는 농사가 실패한 원인을 찾다가 책에서 자신들의 문제점을 알고, 그때부터 책을 통해 세상을 배운다. 두 사람의 이야기에 당대의 수많은 사상과 학문이 섞임으로써 이야기가 사라지고 대신 책들이 등장하게 된다. 전혀 새로운 방식의 소설 쓰기를 시도한 것이었다.
19세기는 과학이 진리이고 인류에게 행복을 가져다주고 구원해 주리라고 기대했던 과학의 시대였다. 소설에는 이 과학의 세기에 대한 희망과 환멸이 선명하게 드러나 있다. ≪부바르와 페퀴셰≫에는 인간의 모든 지적 활동이란 무용하고, 불변의 진리도 없다는 작가의 허무주의적 세계관이 어느 소설보다 진하게 배어들어 있다. 또한 ≪마담 보바리≫와 ≪감정 교육≫처럼 당대의 부르주아 세계를 배경으로 하였다. 대혁명과 19세기 정치, 사회, 경제의 주역인 부르주아에 대한 작가의 인식은 지극히 부정적이고 냉소적이었다. 플로베르에게 부르주아는 ‘누구든 천박하게 생각하는 사람’으로 어느 소설에나 그에 대한 증오와 경멸이 담겨 있다. 소설에서 어리석게 보이는 인물이 있다면 부바르와 페퀴셰가 아니라 바로 샤비뇰의 부르주아들이다. 그들의 상투적이고 진부한 말과 사고방식이야말로 작가가 진정으로 조롱하는 대상이다.